# Љ
Љ (minuskule љ) je písmeno cyrilice. Je obsaženo v srbské, makedonské, černohorské a itelmenské azbuce. Písmeno vzniklo jako ligatura z písmen Л a Ь pro zápis hlásky odpovídající slovenské hlásce zapisované písmenem Ľ. Písmeno bylo zavedeno Vukem Karadžičem.